# کی موناچیکا
کی موناچیکا (ژاپنی: 宗近 慧؛ زادهٔ ۲۹ مهٔ ۱۹۹۲) یک بازیکن فوتبال اهل ژاپن است.
از باشگاه‌هایی که در آن بازی کرده‌است می‌توان به باشگاه ورزشی یوکوهاما اشاره کرد.